# La Chaux-des-Breuleux

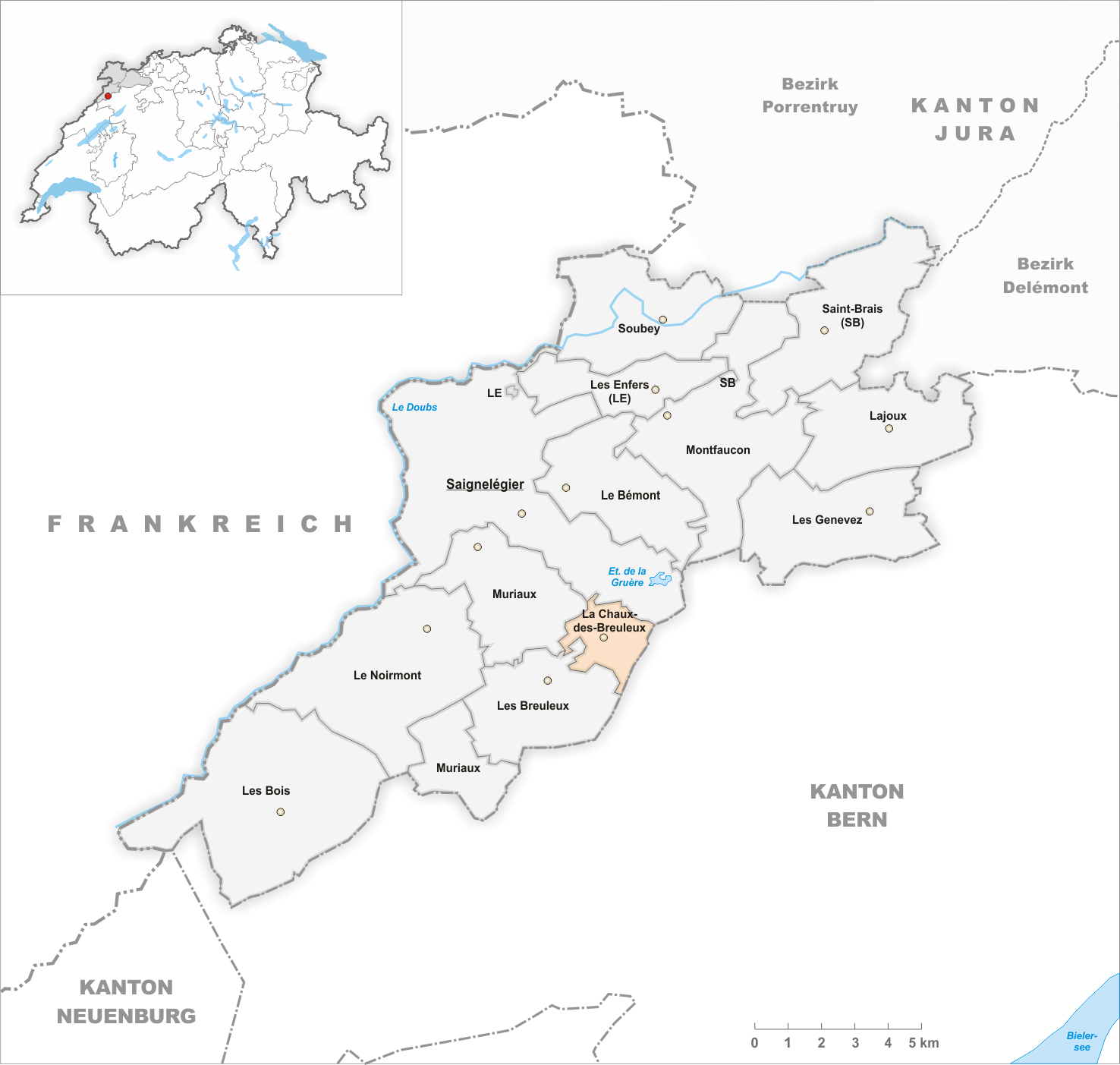
Gemeindestand vor der Fusion am 1. Januar 2023

La Chaux-des-Breuleux ist ein Dorf und ehemalige Gemeinde in der Gemeinde Les Breuleux im Bezirk Franches-Montagnes des Kantons Jura in der Schweiz. Bis zum 31. Dezember 2022 bildete es eine eigene politische Gemeinde.

## Geographie
La Chaux-des-Breuleux liegt auf 1014 m ü. M., 5 km südöstlich des Bezirkshauptorts Saignelégier (Luftlinie). Das Dorf erstreckt sich auf einer Höhe der Jurahochfläche der Freiberge (französisch Franches Montagnes), westlich des Torfmoors La Tourbière.
Die Fläche des 4,05 km² grossen Gemeindegebiets umfasst einen Abschnitt der leicht gewellten Hochfläche des Plateaujuras, auf der sich moorige, meist oberirdisch abflusslose Senken mit Kuppen aus Kalkstein abwechseln. Im Norden erstreckt sich das Gebiet bis zur Höhe westlich von Au Chaumont, die mit 1088 m ü. M. den höchsten Punkt der Gemeinde bildet. Nach Osten reicht die Gemeindefläche in das Moor La Tourbière und im Süden in die Senke von Les Breuleux und zum Campingplatz Les Cerneux. Von der Gemeindefläche entfielen 1997 2 % auf Siedlungen, 23 % auf Wald und Gehölze, 72 % auf Landwirtschaft, und rund 3 % waren unproduktives Land.
Zu La Chaux-des-Breuleux gehören mehrere Einzelhöfe. Nachbargemeinden von La Chaux-des-Breuleux waren Les Breuleux, Muriaux und Saignelégier im Kanton Jura sowie Tramelan, Mont-Tramelan und Courtelary im Kanton Bern.

## Bevölkerung
Mit 87 Einwohnern (Stand: 31. Dezember 2022) gehörte La Chaux-des-Breuleux zu den kleinsten Gemeinden des Kantons Jura. Von den Bewohnern sind 85,7 % französischsprachig, 12,2 % deutschsprachig und 1,0 % sprechen Niederländisch (Stand 2000). Seit 1920 (damals 211 Einwohner) hat sich die Bevölkerungszahl von La Chaux-des-Breuleux halbiert.

## Wirtschaft
La Chaux-des-Breuleux ist ein vorwiegend landwirtschaftlich geprägtes Dorf mit Milchwirtschaft und Viehzucht. Ausserhalb des primären Sektors sind kaum Arbeitsplätze vorhanden. Viele Erwerbstätige sind deshalb Wegpendler und arbeiten in Les Breuleux oder in Tramelan. Im 19. Jahrhundert wurden in La Chaux-des-Breuleux Uhren hergestellt. Bis 1966 wurde in La Tourbière Torf gestochen, seit 1975 steht das Moor unter Naturschutz. Auf dem Gebiet der Gemeinde liegt seit dem Jahr 2000 auch der 4-Sterne-Camping Les Cerneux, der zugleich als Wiedereingliederungs- und Ausbildungszentrum dient.

## Verkehr
Das Dorf liegt abseits der grösseren Durchgangsstrassen und ist durch eine Strasse von Les Breuleux zu erreichen. Am 16. Dezember 1913 wurde die Tramelan-Breuleux-Noirmont-Bahn, eine Vorgängerin der Chemins de fer du Jura, mit einem Bahnhof in La Chaux-des-Breuleux eröffnet.

## Geschichte
Der Ort wurde 1397 erstmals als La Chaux erwähnt. Er gehörte zum Stift Saint-Imier, das La Chaux-des-Breuleux 1528 der Gemeinde Les Breuleux als Lehen übergab. Das Dorf war Teil der Herrschaft Freiberge, die dem Fürstbistum Basel unterstand. Von 1793 bis 1815 gehörte La Chaux-des-Breuleux zu Frankreich und war anfangs Teil des Département du Mont-Terrible, ab 1800 mit dem Département Haut-Rhin verbunden. Durch den Entscheid des Wiener Kongresses kam der Ort 1815 an den Kanton Bern und am 1. Januar 1979 an den neu gegründeten Kanton Jura. Am 12. Juni 1926 wurden mehrere Häuser durch einen Tornado zerstört, der auch das Nachbardorf Les Breuleux verwüstete.

## Sehenswürdigkeiten
Das Ortsbild von La Chaux-des-Breuleux zeichnet sich durch typische Bauernhäuser des Hochjuras mit weissgetünchten Fassaden und grossen Dächern aus. Kirchlich ist der Ort von Les Breuleux abhängig.

## Bilder

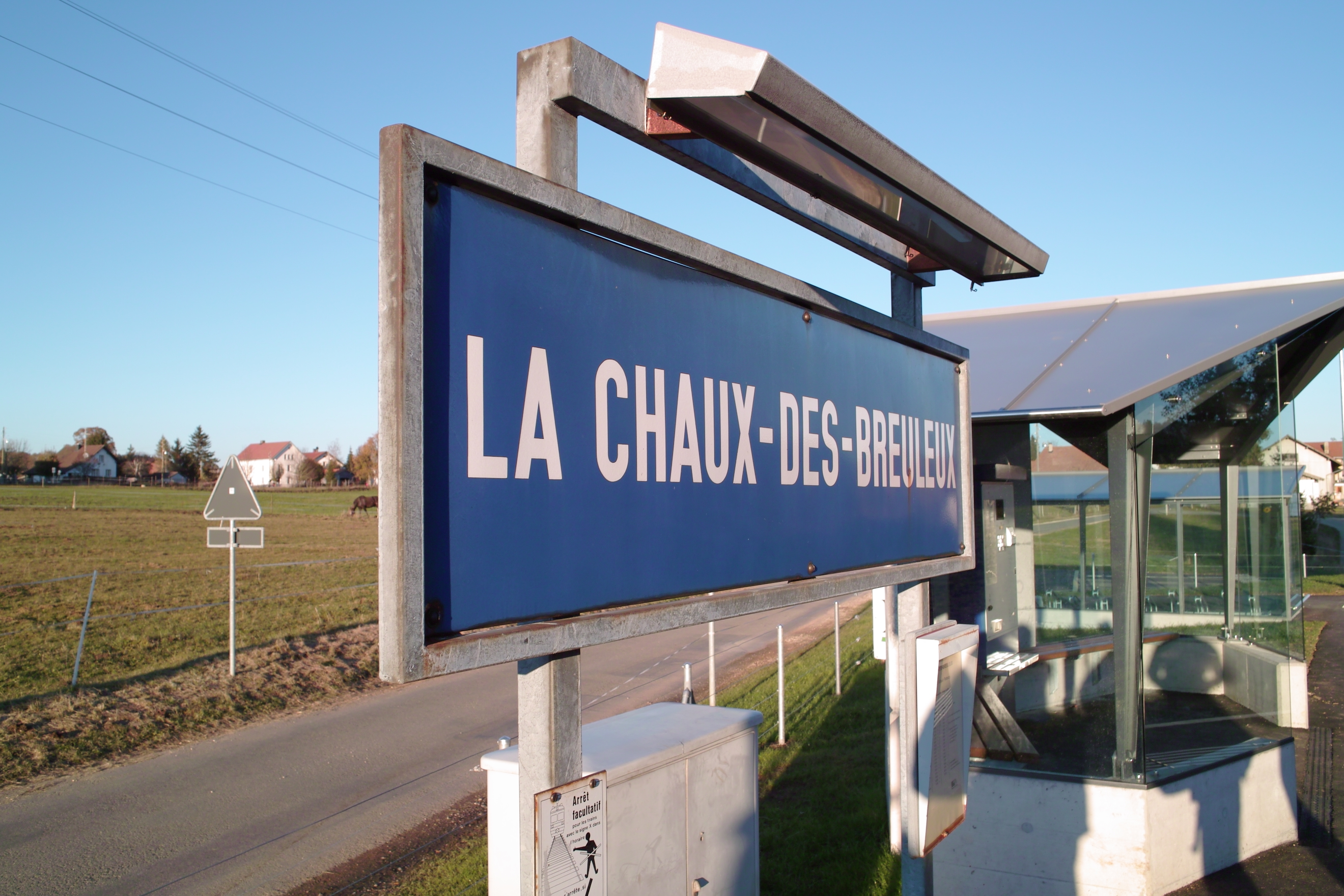
Bahnstation La Chaux-des-Breuleux
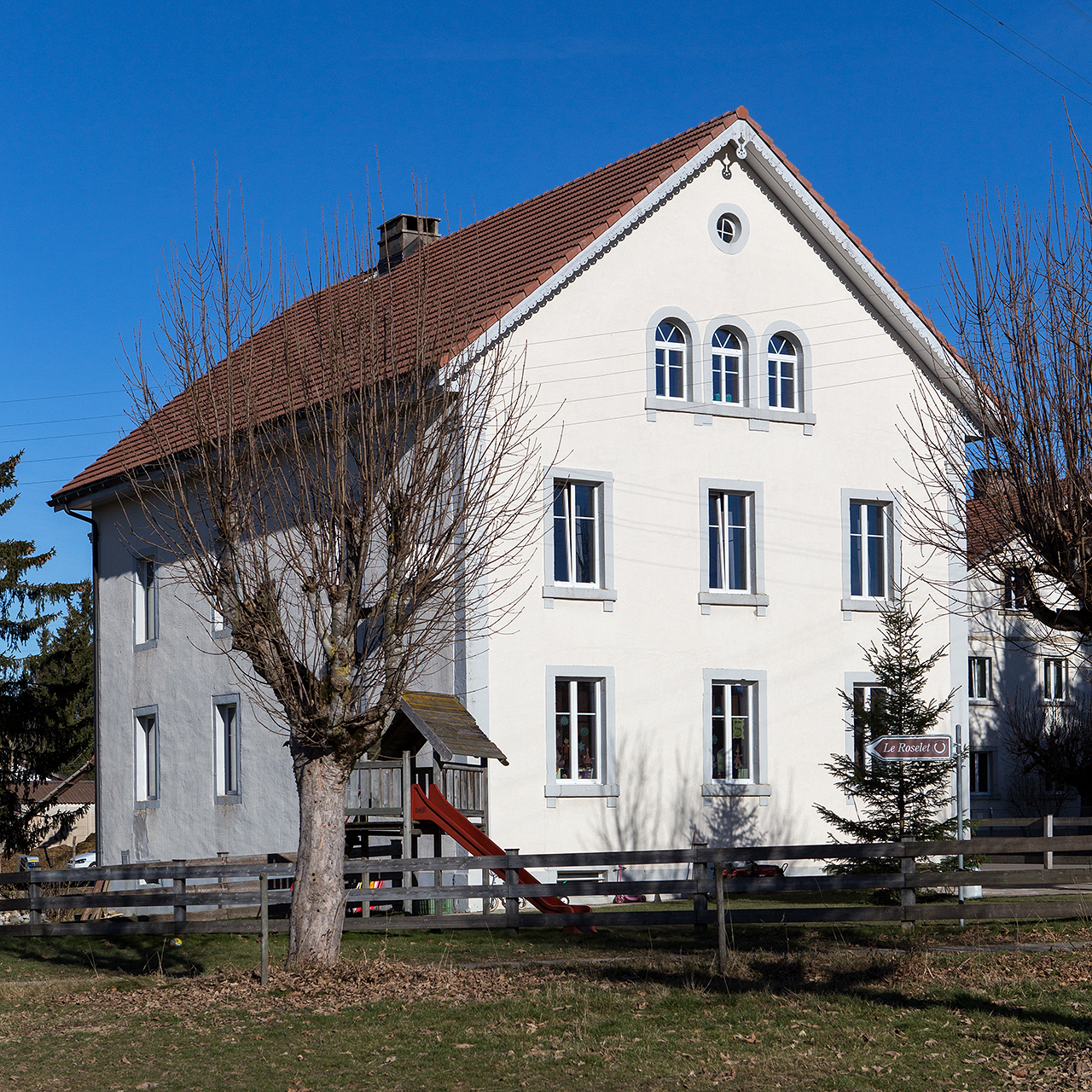
Schulhaus
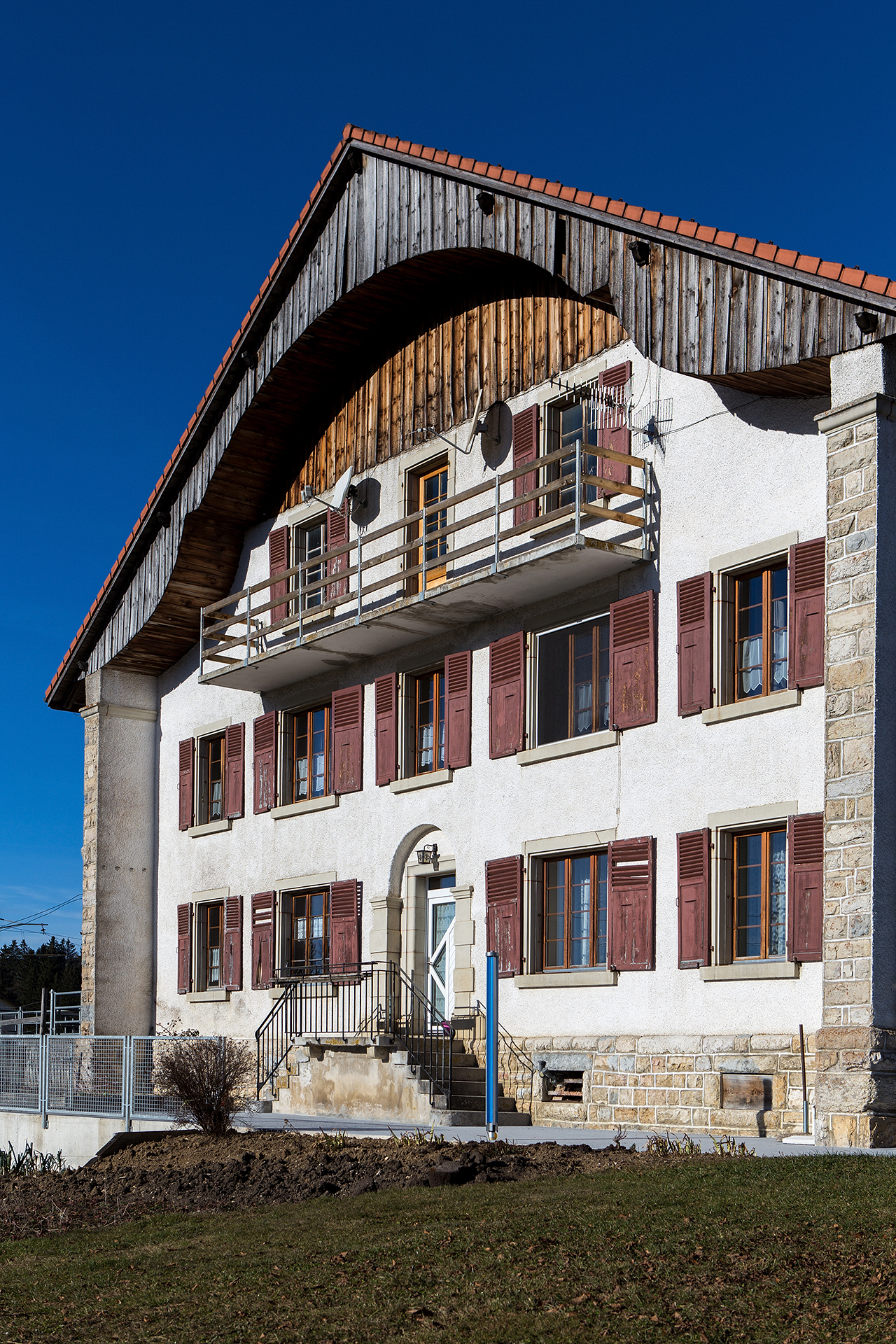
Bauernhaus
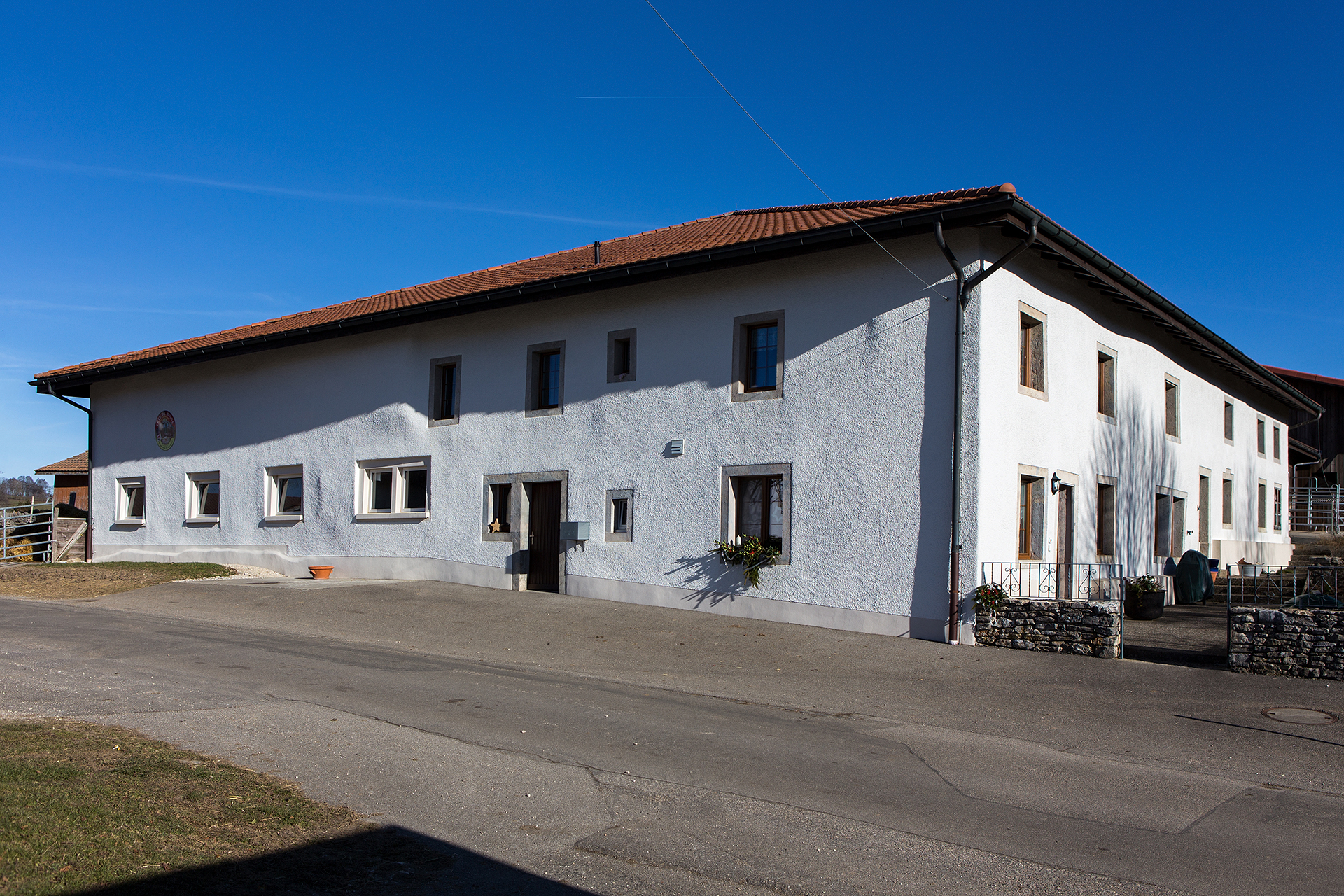
Bauernhaus